# Federation II
Federation II é um jogo online baseado em texto, também conhecido como Federation 2 ou Fed2. Ele foi desenvolvido e programado por Alan Lenton, e desenvolvido pela IBGames. Centra-se no comércio intergalático e economia em um futuro distante.
O jogo foi originalmente lançado em 2003, mas começou a atrair multidões maiores após abolir a taxa de assinatura em 2005. Os jogadores, entretanto, ainda são encorajados a comprar "slithies", uma moeda especial que pode ser adquirida somente por dinheiro real enviado aos desenvolvedores, que pode então ser usado para comprar itens especiais e habilidades. Slithies são ocasionalmente distribuídos gratuitamente para jogadores relacionados a eventos especiais executados ao longo de cada semana.
O jogo é uma sequência ao jogo vencedor de prêmios Federation, que estreou originalmente na Compunet, em 1988, mas passou a quicar de mídia online em mídia online, tal qual GEnie e America Online. Era originalmente anunciado como uma "fantasia especial adulta", com interpretação de papeis que frequentemente iam à classificação R, mas a tagline foi abandonada já há muito.
A equipe do jogo lança uma publicação online semanalmente, chamada Fed News. Trata-se de um jornal para jogadores. Porém, não contém apenas detalhes sobre atualizações e eventos futuros do jogo, mas também notícias, editoriais e artigos interessantes sobre o mundo real.
O jogo é escrito em C++.

## Recepção
Computer Gaming World, em 1992, elogiou os aspectos sociais de Federation II, alegando que "o centro real do universo Federation é ... Chez Diesel". A revista concluiu que o jogo era "um maravilhoso ambiente social que usa mecânicas simples, baseadas em texto, como desculpa para ter uma festa online ...é um cybúrbio onde eu não me importaria de viver". Em uma pesquisa posterior naquele ano, sobre jogos de ficção científica, a revista deu ao jogo 3+/5 estrelas.